# Carlos Melo
 
Carlos Bolívar Melo (nacido el 22 de septiembre de 1982) es un exboxeador profesional panameño luchó por el título mundial peso mosca ligero de la CMB en 2008.

## Carrera Profesional
Melo tuvo su primera pelea profesional el 30 de noviembre de 2001 en donde venció a su compatriota William Vásquez por nocaut técnico en el cuarto asalto en el hotel Riande Continental. Su primera derrota fue el 14 de julio de 2002 cuando fue derrotado por su compatriota Christian Alvia por decisión unánime en seis asaltos en la Arena Panamá Al-Brown. El 31 de enero de 2004 tuvo la oportunidad de obtener el título Fedelatin Peso mínimo de la Asociación Mundial de Boxeo pero fue derrotado por el filipino Eriberto Gejon en el cuarto asalto en el Poliedro de Caracas. El 25 de mayo de 2004 ganó los títulos Fedecaribe y Fedecentro Peso mínimo de la Asociación Mundial de Boxeo en el Centro de Convenciones Atlapa. El 7 de noviembre de 2006 fue derrotado por el japonés Katsunari Takayama en el noveno asalto por el título mundial interino Peso mínimo de la Asociación Mundial de Boxeo. El 20 de julio de 2009 fue derrotado por el mexicano Edgar Sosa por nocaut técnico en el quinto asalto por el título mundial Peso minimosca del Consejo Mundial de Boxeo. Su última pelea fue el 1 de abril de 2017 donde fue derrotado por el venezolano Antonio Guzmán en el cuarto asalto en el hotel Véneto.

## Récord Profesional
| 22 Ganadas (2 knockouts), 22 Derrotas(6 knockouts), 3 Empates |         |                         |      |              |            |                                                         |                                                                            |
| Res.                                                          | Récord  | Oponente                | Tipo | Round Tiempo | Fecha      | Lugar                                                   | Notas                                                                      |
| P                                                             | 22-22-3 | Antonio Guzmán          | RTD  | 4 (6)        | 2017-04-21 | Hotel Véneto, Ciudad de Panamá, Panamá                  |                                                                            |
| P                                                             | 22-21-3 | Azael Villar            | KO   | 3 (6)        | 2015-07-23 | Centro de Convenciones Atlapa, Ciudad de Panamá, Panamá |                                                                            |
| P                                                             | 22-20-3 | Leroy Estrada           | UD   | 6 (6)        | 2015-05-28 | Fantastic Casino, Albrook Mall, Panamá                  |                                                                            |
| E                                                             | 22-19-3 | Azael Villar            | SD   | 6 (6)        | 2015-04-23 | Centro de Convenciones Atlapa, Ciudad de Panamá, Panamá |                                                                            |
| P                                                             | 22-19-2 | Edgar Sosa              | UD   | 10 (10)      | 2014-11-08 | Centro de Convecciones el Caribe, Pétion-Ville, Haití   |                                                                            |
| P                                                             | 22-18-2 | Luis Alberto Ríos       | UD   | 8 (8)        | 2014-08-23 | Arena Roberto Duran, Juan Díaz, Panamá                  | Por el título FECARBOX Mosca CMB                                           |
| G                                                             | 22-17-2 | Dirceu Cabarca          | SD   | 8 (8)        | 2014-01-25 | Gimnasio Los Naranjos, Boquete, Panamá                  |                                                                            |
| P                                                             | 21-17-2 | Leroy Estrada           | UD   | 8 (8)        | 2013-11-27 | Hotel Véneto, Ciudad de Panamá, Panamá                  | Por el título Latino Mínimo CMB                                            |
| E                                                             | 21-16-2 | Gilberto Pedroza        | SD   | 4 (4)        | 2013-10-10 | Hotel Véneto, Ciudad de Panamá, Panamá                  |                                                                            |
| P                                                             | 21-16-1 | Félix Alvarado          | UD   | 6 (6)        | 2013-04-27 | Gimnasio Municipal, San Pedro, Costa Rica               |                                                                            |
| P                                                             | 21-15-1 | Alexis Díaz             | UD   | 6 (6)        | 2013-04-05 | Club Náutico Caribe, Colón, Panamá                      |                                                                            |
| P                                                             | 21-14-1 | Felipe Salguero         | KO   | 5 (10)       | 2012-01-28 | Auditorio Fausto Gutiérrez Moreno, Tijuana, México      |                                                                            |
| P                                                             | 21-13-1 | Carlos Buitrago         | UD   | 10 (10)      | 2011-12-09 | Casino Pharaohs, Managua, Nicaragua                     |                                                                            |
| P                                                             | 21-12-1 | Edwin Díaz              | UD   | 10 (10)      | 2011-06-03 | Palacio Dorado, Ciudad de Panamá, Panamá                |                                                                            |
| G                                                             | 21-11-1 | Walter Tello            | UD   | 10 (10)      | 2011-03-15 | Hotel Véneto, Ciudad de Panamá, Panamá                  | Gana el título Mínimo CBPP                                                 |
| G                                                             | 20-11-1 | Walter Tello            | SD   | 10 (10)      | 2010-11-30 | Centro de Convenciones Atlapa, Ciudad de Panamá, Panamá |                                                                            |
| P                                                             | 19-11-1 | Oscar Ibarra            | TKO  | 6 (12)       | 2010-07-24 | Campeche, México                                        | Por el título Plata Supermosca CMB                                         |
| E                                                             | 19-10-1 | Luis Alberto Ríos       | SD   | 10 (10)      | 2010-01-21 | Centro de Convenciones Atlapa, Ciudad de Panamá, Panamá | Por el título Fedelatin Mínimo AMB                                         |
| P                                                             | 19-10   | Luis Alberto Ríos       | MD   | 10 (10)      | 2009-11-27 | Arena Roberto Duran, Juan Díaz, Panamá                  | Por el título Latino Mínimo OMB                                            |
| P                                                             | 19-9    | Edgar Sosa              | TKO  | 5 (12)       | 2009-06-20 | Arena Revolución, Ciudad de México, México              | Por el título Mundial Minimosca CMB                                        |
| G                                                             | 19-8    | Alfonso De la Hoz       | UD   | 8 (8)        | 2009-03-24 | Centro de Convenciones Atlapa, Ciudad de Panamá, Panamá |                                                                            |
| P                                                             | 18-8    | Javier Tello            | UD   | 8 (8)        | 2008-08-30 | Gimnasio La Basita, David, Panamá                       | Por el título Minimosca CBPP                                               |
| P                                                             | 18-7    | Milán Melindo           | UD   | 12 (12)      | 2008-07-26 | Cebú Coliseum, Cebú, Filipinas                          | Por el título Inter-Continental Minimosca AMB                              |
| G                                                             | 18-6    | Edwin Díaz              | UD   | 6 (6)        | 2007-12-01 | Arena Roberto Duran, Juan Díaz, Panamá                  |                                                                            |
| G                                                             | 17-6    | Javier Tello            | UD   | 8 (8)        | 2007-09-22 | Arena Roberto Duran, Juan Díaz, Panamá                  |                                                                            |
| P                                                             | 16-6    | José Luis Varela        | UD   | 10 (10)      | 2006-12-16 | Centro Recreacional Yesterday, Turmero, Venezuela       |                                                                            |
| P                                                             | 16-5    | Katsunari Takayama      | TD   | 9 (12)       | 2006-11-07 | Grand Cube, Osaka, Japón                                | Por el Título mundial interino Mínimo AMB                                  |
| G                                                             | 16-4    | Felipe Almanza          | UD   | 8 (8)        | 2006-07-15 | Gimnasio Municipal, Antón, Panamá                       |                                                                            |
| G                                                             | 15-4    | Gustavo Cortes          | TKO  | 3 (10)       | 2006-03-21 | Centro de Convenciones Atlapa, Ciudad de Panamá, Panamá |                                                                            |
| G                                                             | 14-4    | Ronald Barrera          | MD   | 12 (12)      | 2005-10-15 | Centro de Convenciones Figali, Fuerte Amador, Panamá    | Gana el título Fedelatin Mínimo AMB                                        |
| P                                                             | 13-4    | Juan José Landaeta      | UD   | 12 (12)      | 2005-05-28 | Bingo Avellaneda, Avellaneda, Argentina                 |                                                                            |
| G                                                             | 13-3    | Carlos Murillo          | UD   | 10 (10)      | 2005-04-16 | Arena Roberto Duran, Juan Díaz, Panamá                  |                                                                            |
| G                                                             | 12-3    | Abraham Irías           | UD   | 12 (12)      | 2004-12-03 | Centro de Convenciones Figali, Fuerte Amador, Panamá    | Defiende el título Fedecentro Mínimo AMB                                   |
| G                                                             | 11-3    | Alejandro Fidel Ordóñez | UD   | 12 (12)      | 2004-10-01 | Centro de Convenciones Figali, Fuerte Amador, Panamá    | Defiende el título Fedecaribe Mínimo AMB y el título Fedecentro Mínimo AMB |
| G                                                             | 10-3    | Miguel Téllez           | UD   | 12 (12)      | 2004-07-16 | Centro de Convenciones Figali, Fuerte Amador, Panamá    | Defiende el título Fedecaribe Mínimo AMB y el título Fedecentro Mínimo AMB |
| G                                                             | 9-3     | José Luis Varela        | TD   | 10 (12)      | 2004-05-25 | Centro de Convenciones Atlapa, Ciudad de Panamá, Panamá | Gana el título Fedecaribe Mínimo AMB y el título Fedecentro Mínimo AMB     |
| P                                                             | 8-3     | Eriberto Gejon          | TD   | 4 (12)       | 2004-01-31 | El Poliedro, Caracas, Venezuela                         | Por el título Fedelatin Mínimo AMB                                         |
| G                                                             | 8-2     | Christian Alvia         | UD   | 10 (10)      | 2003-11-26 | Centro de Convenciones Atlapa, Ciudad de Panamá, Panamá |                                                                            |
| G                                                             | 7-2     | Christian Alvia         | UD   | 6 (6)        | 2003-09-20 | Jardín Nuevas Glorias Soberanas, Juan Díaz, Panamá      |                                                                            |
| P                                                             | 6-2     | Edwin Díaz              | UD   | 6 (6)        | 2003-05-03 | Jardín Nuevas Glorias Soberanas, Juan Díaz, Panamá      |                                                                            |
| G                                                             | 6-1     | Juvencio Caballero      | UD   | 6 (6)        | 2003-04-05 | Jardín Nuevas Glorias Soberanas, Juan Díaz, Panamá      |                                                                            |
| P                                                             | 5-1     | Christian Alvia         | UD   | 6 (6)        | 2002-06-14 | Arena Panamá Al-Brown, Colón, Panamá                    |                                                                            |
| G                                                             | 5-0     | Alexander Murillo       | MD   | 4 (4)        | 2002-04-19 | Arena Panamá Al-Brown, Colón, Panamá                    |                                                                            |
| G                                                             | 4-0     | Antonio Torres          | UD   | 4 (4)        | 2002-01-30 | Jardín Nuevas Glorias Soberanas, Juan Díaz, Panamá      |                                                                            |
| G                                                             | 3-0     | Oscar Orozco            | UD   | 4 (4)        | 2002-01-30 | Hotel Continental, Ciudad de Panamá, Panamá             |                                                                            |
| G                                                             | 2-0     | Antonio Torres          | UD   | 4 (4)        | 2001-12-15 | Arena Panamá Al-Brown, Colón, Panamá                    |                                                                            |
| G                                                             | 1-0     | William Vásquez         | TKO  | 4 (4)        | 2001-11-30 | Hotel Riande Continental, Bella Vista, Panamá           |                                                                            |